# Lâu đài Lorca

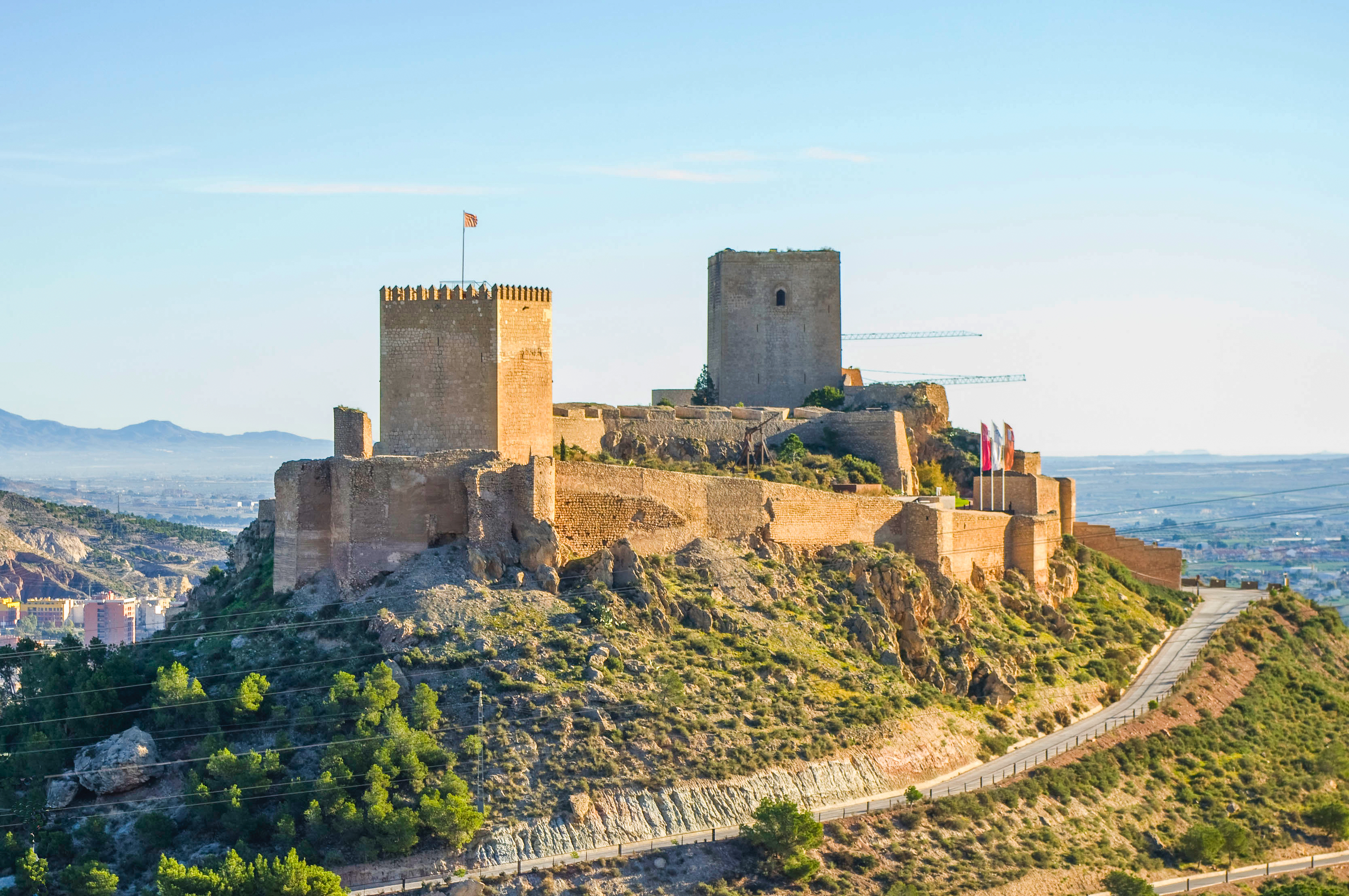
Lâu đài Lorca

Lâu đài Lorca (tiếng Tây Ban Nha: Castillo de Lorca) ở Lorca, Vùng Murcia, Tây Ban Nha , là một lâu đài từ thời trung cổ được xây dựng giữa thế kỷ thứ 9 và thế kỷ 15. Lâu đài gồm các công trình phòng thủ, trong suốt thời kỳ Trung Cổ, lâu đài là nơi bất khả xâm phạm của vùng phía nam bán đảo Iberia. Lâu đài Lorca là chìa khóa chiến thuật của cuộc tranh giành giữa người theo Kitô hữu và người Hồi giáo trong suốt thời kỳ Reconquista. Lâu đài được công nhận là Bien de Interés Cultural.